# Lumbricillus ebudensis
Lumbricillus ebudensis är en ringmaskart som först beskrevs av Jean Louis René Antoine Édouard Claparède 1861.  Lumbricillus ebudensis ingår i släktet Lumbricillus och familjen småringmaskar. Inga underarter finns listade i Catalogue of Life.